# Roxanda Lupu
Roxanda Lupu, (1630? - 1687), en roumain : Ruxandra Lupu, polonais : Rozanda Lupu est une noble moldave, fille de Basile le Loup et de Todoșca Costea ; en 1652 elle épouse Timofi Khmelnytsky.
Par sa sœur Marie elle est liée à Janusz Radziwill magnat polonais et lituanien.

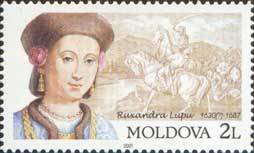
Timbre moldave de 2001 à son effigie.
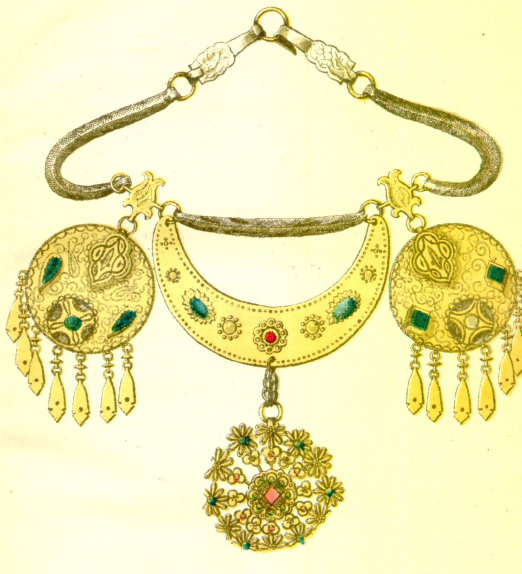
Son collier conservé en l'église de Bila Tserkva.